# Kangping, Chongqing
Kangping (kinesiska: 康坪) är en socken i sydvästra Kina. Den ligger i Fengjie härad i storstadsområdet Chongqing, omkring 300 kilometer nordost om det centrala stadsdistriktet Yuzhong. Antalet invånare är 8 481. Befolkningen består av 4 212 kvinnor och 4 269 män. Barn under 15 år utgör 23,0 %, vuxna 15-64 år 66 %, och äldre över 65 år 10,0 %.